# Union for the Emancipation of Women
Union for the Emancipation of Women var en kvinnoförening i Grekland, grundad 1894. 
Föreningen grundades av Kalliroi Parren 1894. Parren, den grekiska kvinnorörelsens pionjär, hade då i flera år drivit en inflytelserik feministisk tidning, Efimeris ton Kyrion (1887-1917), och grundade genom detta en förening för samma syfte. Föreningen drev inte frågan om rösträtt eftersom den frågan uppfattades som för provokativ och utsiktslös, utan fokuserade på utbildning och yrkesliv. Det var en lokal förening; Parren grundade 1908 en nationell förening, Ethniko Symvoulio Hellenidon.